# Oberonia variabilis
Oberonia variabilis är en orkidéart som beskrevs av Kerr. Oberonia variabilis ingår i släktet Oberonia och familjen orkidéer. Inga underarter finns listade i Catalogue of Life.